# 秩父斎場
秩父斎場（ちちぶさいじょう）は、埼玉県秩父市にある斎場・火葬場である。埼玉県秩父地方1市4町で構成する秩父広域市町村圏組合が運営する。1973年3月に建築された。

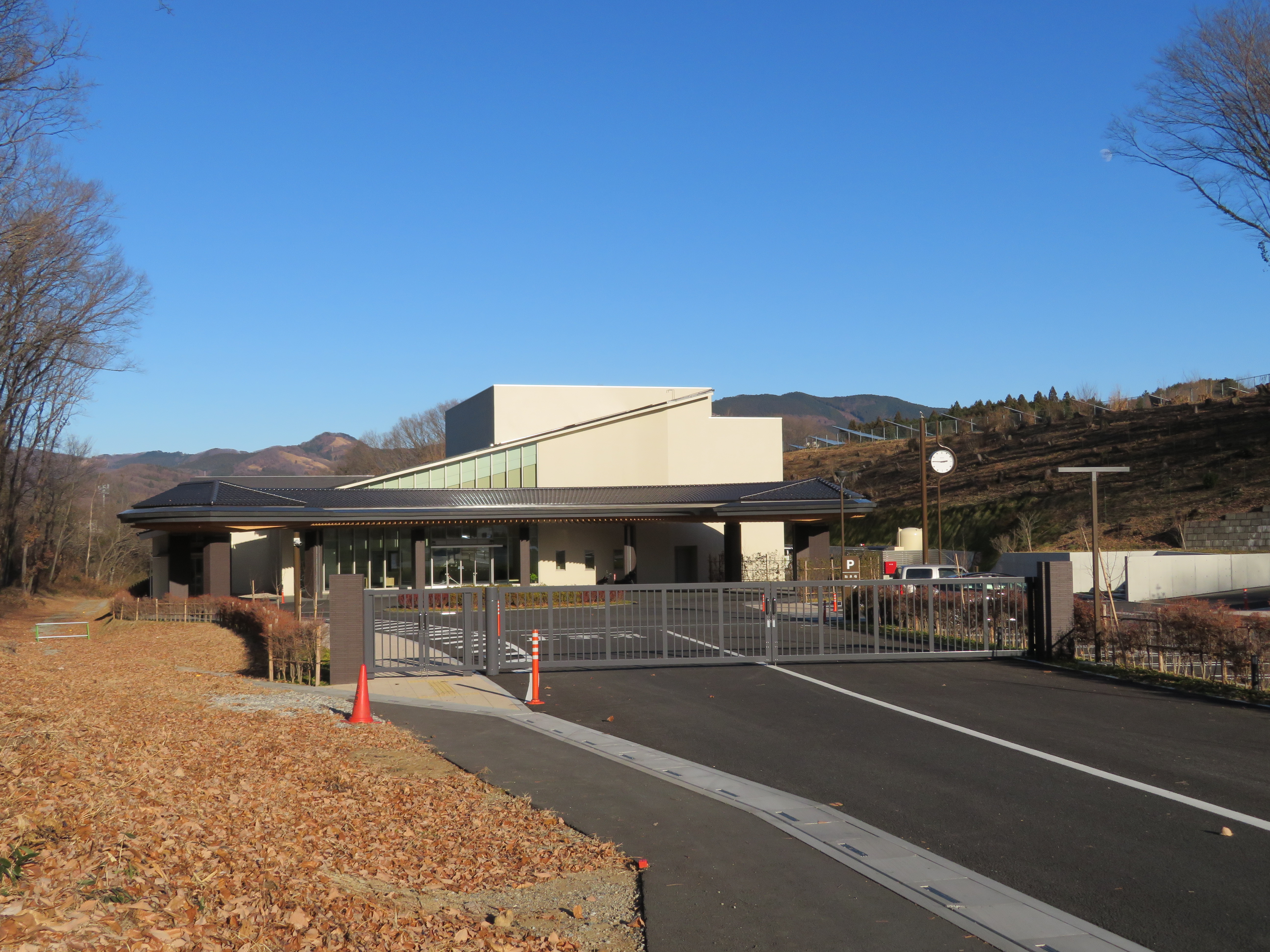
秩父斎場

## 所在地
- 秩父市大宮5361-2

## 建物内
- 火葬炉 4基（うち1基が大型火葬炉）燃料ＬＰガス
- 通夜室 1室
- 葬祭室 4室
- 敷地面積 6,377m2
- 建築面積 916,48m2

## 沿革
- 1973年 3月 - 斎場（旧）が完成。

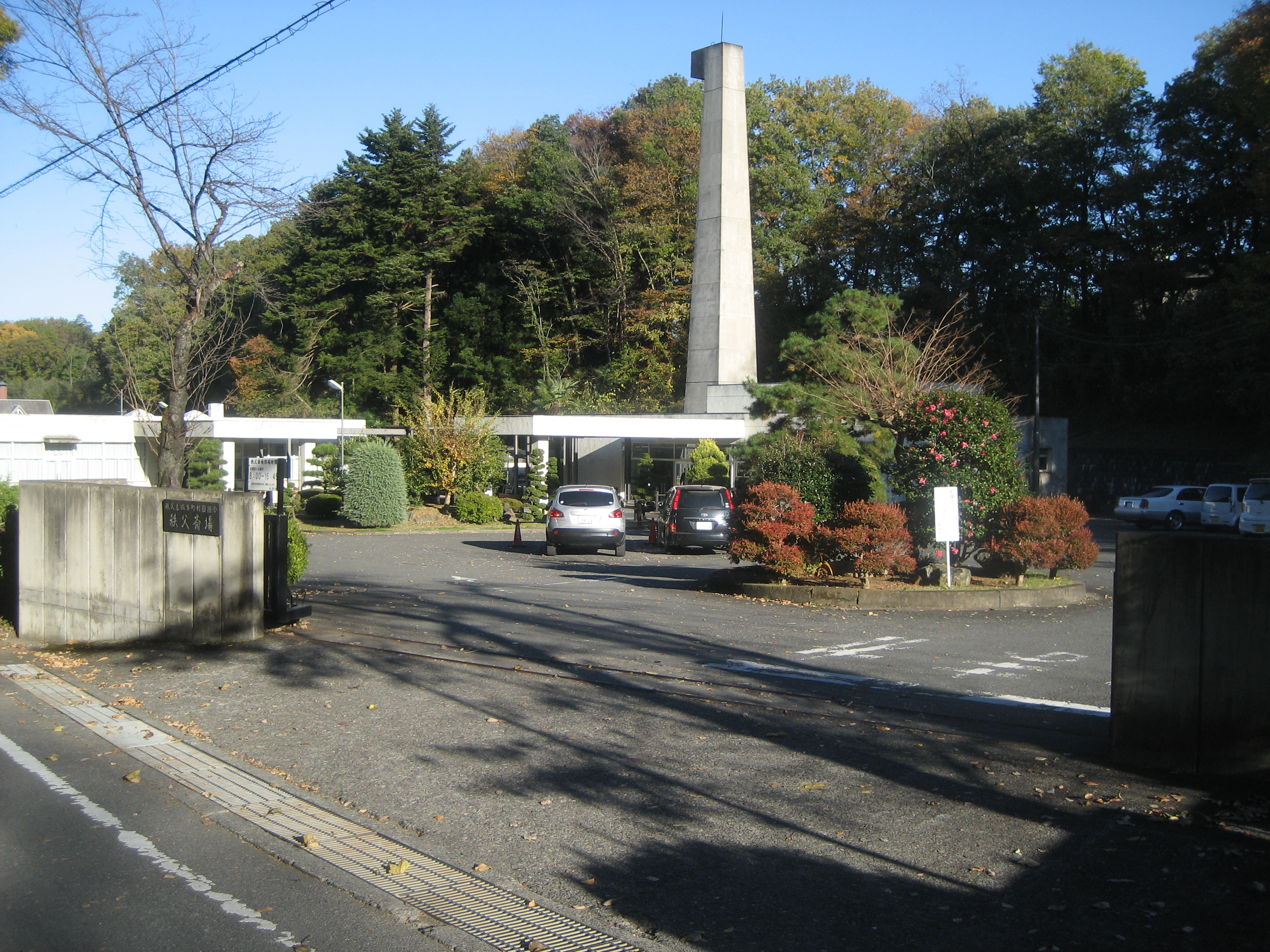
秩父斎場（旧建物）

- 1998年 4月 - 通夜室が建築される。
- 2016年 10月1日 - 新斎場が完成。旧斎場を順次解体。
- 2017年 3月 - 旧斎場の建物解体及び駐車場整備が完了。

## 最寄駅
- 秩父鉄道秩父線　大野原駅